# سكان قطر

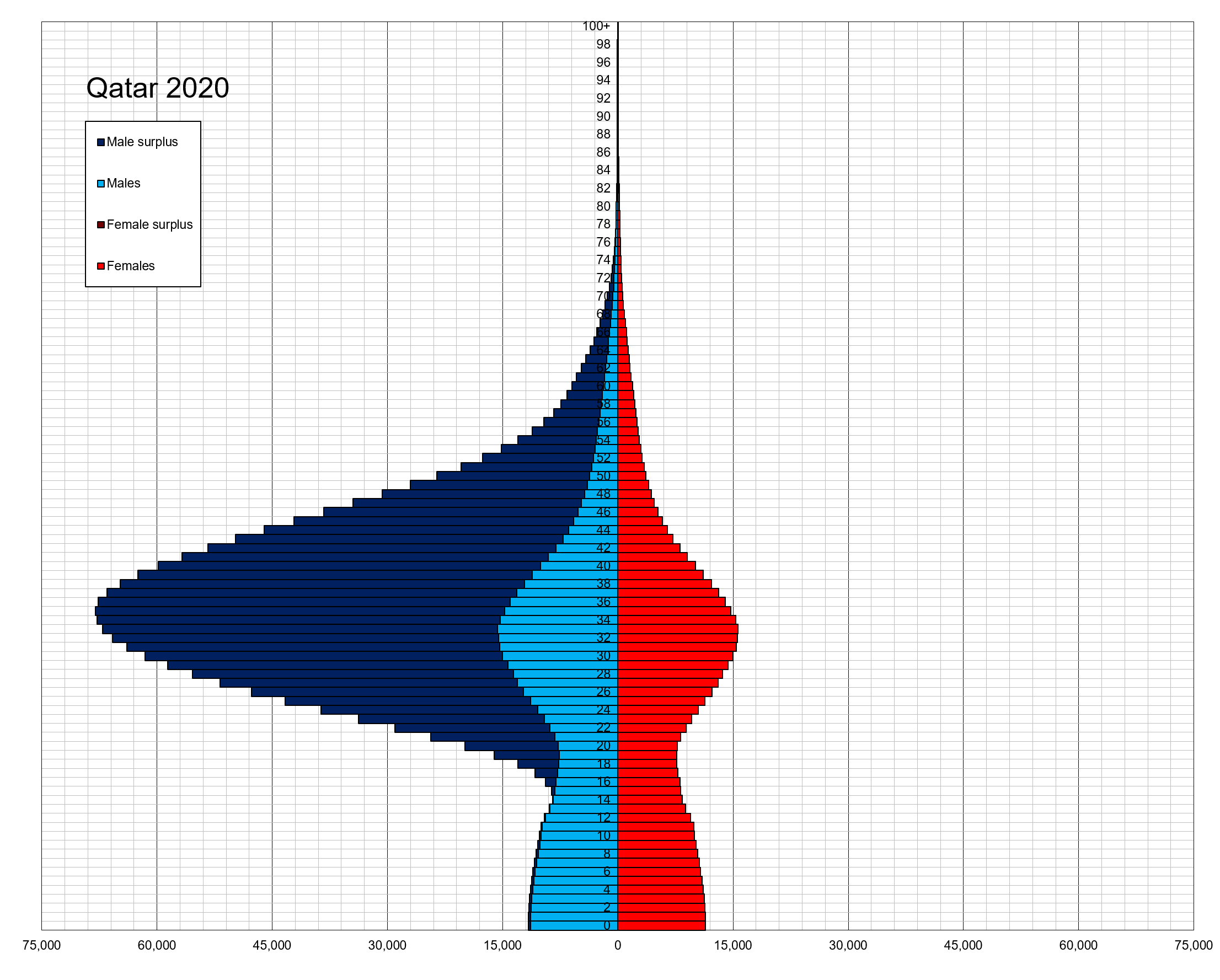

يصل عدد سُكّان قطر وفقاً لإحصاءات شهر مارس من عام 2019 م، والصادرة عن وزارة التّخطيط التنمويّ والإحصاء في دولة قطر إلى 2,760,586 نسمةً. يُشكّل السُكّان الأوائل في قطر الجماعات التي استقرّت على الأراضي القطريّة من البدو الرُحَّل، وساهم النموّ الاقتصاديّ في سبعينيات القرن الماضي إلى زيادة عدد العمالة الوافدة والمُهاجرين من الدّول العربيّة والآسيويّة إلى قطر، وتحديداً من الهند وباكستان. تُعتَبر اللّغة العربيّة هي اللّغة الرسميّة في الدّولة، ويستخدمها كافّة الشّعب القطريّ تقريباً في التّواصل بينهم؛ وذلك عن طريق الاعتماد على اللّهجة المحكيّة والمُتداوَلة، بينما تُدَرَّس العربيّة الفَصيحة في نطاق التّعليم المدرسيّ، وتُستخدَم اللّغة الإنجليزيّة كلغة عامّة، بالإضافة إلى بعض اللّغات الثانويّة، مثل الأرديّة والفارسيّة. يُعتَبر الإسلام الدّين الرسميّ في قطر، وتنتشر النّسبة الكبيرة من السُكّان في المدن الحضاريّة مُقارنةَ مع المناطق الريفيّة التي تعيش فيها الأقليّات، وتُشكّل مدينة الدّوحة أكبر كثافة سُكانيّة؛ إذ تحتوي على ما يُقارب نصف سُكّان قطر.